# Séguénéga
Séguénéga est une petite ville et le chef-lieu du département et commune rurale de Séguénéga situé dans la province du Yatenga de la région Nord au Burkina Faso.

## Géographie
Séguénéga se trouve à environ 60 km au sud-est du centre de Ouahigouya, le chef-lieu de la province, et à 55 km au nord-ouest de Kongoussi. La ville est traversée par la route nationale 15 mais cette dernière est fréquemment inondée par les débordements du lac du barrage de Séguénéga en saison des pluies et celles du lac du barrage de Guitti .
La ville est divisée en six secteurs.

## Économie
Du fait de sa situation géographique et de son statut administratif, Séguénéga est un important centre d'échanges marchands et commerciaux de la région avec des antennes et des succursales de nombreuses sociétés de service et de construction du pays.

## Santé et éducation
Séguénéga accueille un centre de santé et de promotion sociale (CSPS) ainsi que le centre médical avec antenne chirurgicale (CMA) du district sanitaire tandis que le centre hospitalier régional (CHR) se trouve à Ouahigouya.
La ville possède plusieurs écoles primaires publiques et privées ainsi qu'un collège d'enseignement général (CEG) et le lycée départemental.